# Bab Oudaja
Bab Oudaja (napisano tudi Bab Oudaia ali Bab Udaja; arabsko باب الوداية, latinizirano: vrata Udaja), znana tudi kot Bab Lakbir ali Bab al-Kabir (arabsko باب الكبير, latinizirano: velika vrata), so monumentalna vrata v kazbo Udajev v Rabatu v Maroku. Vrata, zgrajena v poznem 12. stoletju, so na severozahodnem vogalu Kazbe, navzgor od medine v Rabatu. Pogosto se navajajo kot ena najlepših vrat almohadske in maroške arhitekture.

## Zgodovinsko ozadje
Leta 1150 ali 1151 je almohadski vladar Abd al-Mumin zgradil novo kazbo (citadelo) na mestu nekdanjega almoravidskega ribata na jugozahodni obali reke Bou Regreg, znotraj katere je vključil palačo in mošejo.
Njegov naslednik, Abu Jusuf Jakub al-Mansur (vladal 1184–1199), se je lotil velikega projekta izgradnje nove utrjene cesarske prestolnice, imenovane al-Mahdija ali Ribat al-Fath, na mestu današnjega starega mesta Rabat, z novim obzidjem, ki se razteza čez veliko območje onkraj stare kazbe. Ta projekt je vključeval tudi gradnjo ogromne mošeje (ostanki katere vključujejo Hasanov stolp) in novih velikih prehodov, vključno z Bab er-Rouah. Pri kazbi je al-Mansur dodal monumentalna nova vrata, Bab al-Kbir, ki so bila vstavljena v prejšnje obzidje kazbe, ki ga je okoli leta 1150 zgradil Abd al-Mumin. Vrata so bila zgrajena med letoma 1195 in 1199. Po smrti Abu Jusufa Jakuba leta 1199 sta mošeja in prestolnica ostala nedokončana, njegovim naslednikom pa je primanjkovalo sredstev ali volje, da bi jo dokončali. Sama kazba je bila v bistvu opuščena.
Do 18. stoletja, pod dinastijo Alavi, so bila vrata obzidana in spremenjena v zapor. Po mnenju Josepha de La Nézièra je na vrhu vratarnice nekoč obstajala še ena stavba, do katere se je dostopalo prek notranje stopniščne terase, vendar je bila verjetno porušena v 18. stoletju. Ime Oudaja, ki je zdaj povezano s kazbo, izhaja iz 19. stoletja po plemenu Udajas, plemenu guič (vojaško pleme, ki je služilo v sultanovi vojski), ki ga je alavijski sultan Abd ar-Rahman v poznem 18. stoletju izgnal iz Fesa in katerih ostanki so se nato naselili v kazbi.
Leta 1914 se je pod francoskim protektoratom začela obnova kazbe Udaja. Delo je vodil Maurice Tranchant s pomočjo lokalnih mojstrov, vključno s Hadjem Drissom Tourouguyem. V okviru tega projekta so obnovili tudi vrata. Obokani stropi vratarnice so bili v celoti rekonstruirani pod nadzorom Jean-Baptista Davida in to delo je bilo končano septembra 1918.

## Arhitektura
Vrata imajo zunanjo fasado (obrnjena proti jugovzhodu proti mestu) in notranjo fasado (obrnjena proti severovzhodu na ulico mošeje), obe sta bogato okrašeni. Ogromna vrata so bila večinoma obredna in so imela malo obrambne vrednosti, saj so bila že znotraj mestnega obzidja; za razliko od Bab er-Rouah, okrašenih zahodnih vrat v mestnem obzidju Rabata, zgrajenih približno v istem času, niso bila obdana s pravimi obrambnimi stolpi.
Izrezljano okrasje okoli vhoda v podkvasti lok predstavlja ukrivljen pas prepletajočih se geometrijskih oblik (natančneje, vzorec, znan kot dardž va ktaf, ki ga pogosto vidimo v maroški arhitekturi), postavljen znotraj pravokotnega okvirja, ki ga obroblja friz s koranskim napisom v kufski arabski pisavi. Napis vključuje suro As-Saff (61:9-13), ki vsebuje sklicevanja na džihad, kot se spodobi vlogi kazbe kot simbola almohadske vojaške moči. V vogalih med tem ukrivljenim trakom in napisom so izrezljani arabeskni ali cvetlični vzorci s palmeto ali školjko pokrovače na njihovi sredini, nad njimi pa je še en izrezljan friz palmet. Poleg vsega je to še en trak geometrijskega rezbarjenja, na obeh straneh katerega sta dva okrašena zavihka, nameščena nad okrasnimi pilastri, ki so verjetno nekoč podpirali plitvo streho ali nadstrešek, pokrit z zelenimi ploščicami. Na obeh vogalih podkvastega loka (na dnu ukrivljenega pasu geometrijskih rezbarij) so kačaste "S" podobne oblike, ki verjetno predstavljajo jegulje, ki so zelo redek motiv v almohadski ali maroški arhitekturi. Zunanja fasada notranjih vrat, obrnjena proti kazbi, ima izrezljan okras, ki je zelo podoben tistemu na zunanjih vratih, vendar z manjšimi razlikami v izbiri geometrijskih oblik.
V notranjosti imajo vrata tri komore, ki tvorijo upognjen prehod: dve kvadratni komori, pokriti s kupolami, in tretjo komoro, ki jo pokriva banjasti obok. Ob vstopu skozi glavna zunanja vrata vsako komoro dosežete po kratkih stopnicah. Druga komora se odpira v notranjost kazbe skozi monumentalna notranja vrata. Tretja komora (redko odprta za obiskovalce) je dostopna z manjšimi vrati iz druge komore in ima tudi druga vrata, ki vodijo v kazbo, vendar veliko manjša od glavnih notranjih vrat. Oboki znotraj prvih dveh prostorov imajo okrasne geometrijske rezbarije, podobne obrisu zunanjih vrat, vendar brez ostalega obsežnega okrasja okoli njih. Na skrajnem severnem koncu notranjosti se stopnišče vzpenja do vrha vratarnice.
- Zunanja fasada vrat
- Detajli zunanje fasade
- Motiv jegulje na dnu lokov
- Komore znotraj vrat (vidne ponoči)
- Detajl kamnoseštva v notranjosti vrat
- Notranja fasada vrat
- Detajli notranje fasade vrat